# Nieuwegein City (sneltramhalte)
Nieuwegein City is een van de haltes van de Utrechtse sneltram en is gelegen in het centrum van de stad Nieuwegein, bij winkelcentrum Cityplaza.
Op de halte stoppen tramlijnen 20 en 21. Bij tramhalte Nieuwegein City splitsen de lijnen zich: lijn 20 gaat naar Nieuwegein-Zuid en lijn 21 naar IJsselstein-Zuid. 
Nabij deze halte bevindt zich het busstation van Nieuwegein waar bussen van U-OV halteren.

## Renovatie omgeving
De halte onderging in 2006 en 2014 een grondige renovatie. Sinds 2020 wordt deze halte voor een derde keer volledig gerenoveerd voor de komst van de lagevloertrams, hierbij wordt ook gelijk de hele omgeving vernieuwd. Veranderingen die met de renovatie plaatsvinden zijn o.a.:
- De sloop van de naastgelegen bioscoop, Theater De Kom en het westelijke deel van winkelcentrum Cityplaza.
- De verhuizing van het busstation van de oost- naar de westzijde.
- De verplaatsing van de halte en de overweg.
- Het verlagen van de perrons.
- Het hernoemen van OV-knooppunt Stadscentrum naar Nieuwegein City, welke plaatsvond op 2 juli 2022.

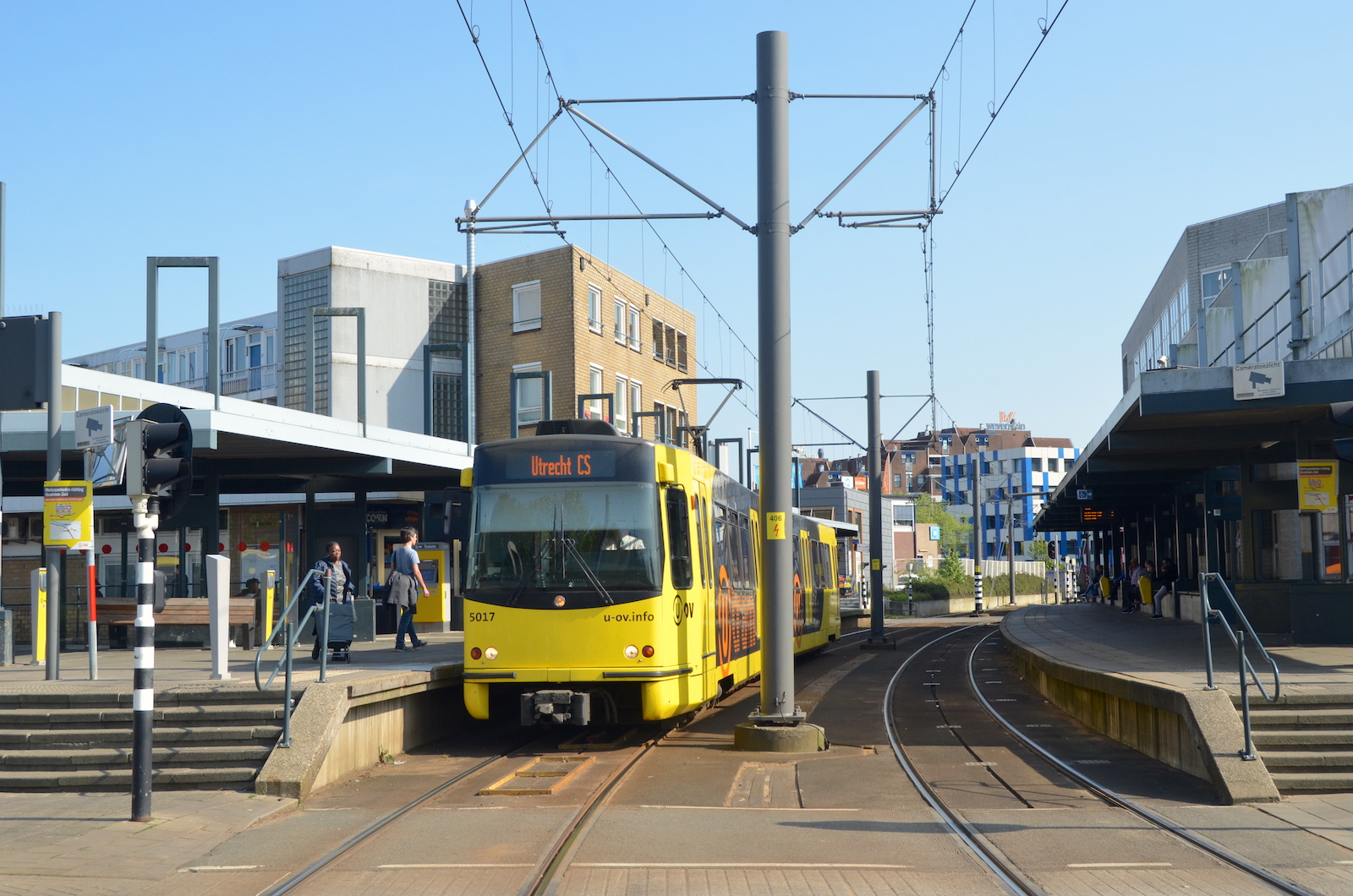
Een sneltram op de halte stadscentrum voor 2020. Inmiddels zijn gebouwen rechts van de halte gesloopt.

P+R Science Park · WKZ/Máxima · UMC Utrecht · Heidelberglaan · Padualaan · De Kromme Rijn · Stadion Galgenwaard · Station Utrecht Vaartsche Rijn · CS Centrumzijde · CS Jaarbeursplein · Graadt van Roggenweg · 24 Oktoberplein-Zuid · Winkelcentrum Kanaleneiland · Vasco da Gamalaan · Kanaleneiland Zuid · P+R Westraven · Zuilenstein · Batau-Noord · Wijkersloot · Nieuwegein City · Merwestein · Fokkesteeg · Wiersdijk · Nieuwegein-Zuid
P+R Science Park · WKZ/Máxima · UMC Utrecht · Heidelberglaan · Padualaan · De Kromme Rijn · Stadion Galgenwaard · Station Utrecht Vaartsche Rijn · CS Centrumzijde · CS Jaarbeursplein · Graadt van Roggenweg · 24 Oktoberplein-Zuid · Winkelcentrum Kanaleneiland · Vasco da Gamalaan · Kanaleneiland Zuid · P+R Westraven · Zuilenstein · Batau-Noord · Wijkersloot · Nieuwegein City · St. Antonius Ziekenhuis · Doorslag · Hooghe Waerd · Clinckhoeff · Eiteren · Achterveld · Binnenstad · IJsselstein-Zuid